# Cernotina laticula
Cernotina laticula är en nattsländeart som beskrevs av Ross 1952. Cernotina laticula ingår i släktet Cernotina och familjen fångstnätnattsländor. Inga underarter finns listade i Catalogue of Life.